# University of North Dakota
University of North Dakota är ett amerikanskt offentligt universitet som ligger i Grand Forks, North Dakota och hade totalt 14 906 studenter (11 537 undergraduate students och 3 369 postgraduate students) för 2014. Den ingår i utbildningssystemet North Dakota University system.
Universitet grundades 1883 efter att tidningsmannen George H. Walsh skrev en motion till Dakotaterritoriets Territorial Legislature om att territoriet borde uppföra en utbildningsinstitution i staden Grand Forks. En motion som gick igenom och lärosätet bildades.
Den är välkänd för sin utbildning inom luftfart då utbildningen är förhållandes billig och tillhandahålls vid en amerikansk flygbas.
Universitet tävlar med 20 universitetslag i olika idrotter via deras idrottsförening North Dakota Fighting Hawks.

## Alumner
| Dramatiker - Maxwell Anderson Fotomodeller - Nicole Linkletter Företagsledare - Mark Chipman - Gregory Page Författare - Chuck Klosterman Idrottare - Jim Archibald - Murray Baron - Ed Belfour - Jacob Bernard-Docker - Jackson Blake - Jason Blake - Brandon Bochenski - Brock Boeser - Brad Bombardir - Drake Caggiula - Taylor Chorney - Dave Christian - Gordon Christian - Mike Commodore - Brad DeFauw - Aaron Dell - Joe Finley - Derek Forbort - Matt Frattin - Johanna Fällman - Rhett Gardner - Chay Genoway - Shane Gersich - Lee Goren - Matt Greene - Rocco Grimaldi | - Dave Hakstol - Beverly Hanson - Phil Jackson - Greg Johnson - Luke Johnson - Ryan Johnson - Tyson Jost - Michelle Karvinen - Matt Kiersted - Corban Knight - Paul LaDue - Jocelyne Lamoureux - Monique Lamoureux - Brian Lee - Craig Ludwig - David Lundbohm - Andrew MacWilliam - Brad Malone - Zane McIntyre - Troy Murray - Brock Nelson - T.J. Oshie - Zach Parise - James Patrick - Shane Pinto - Austin Poganski - Fritz Pollard, Jr. - Tucker Poolman - Chris Porter - Carter Rowney - Jordan Schmaltz - Nick Schmaltz - Dillon Simpson - Matt Smaby - Drew Stafford - Troy Stecher - Mark Taylor - Dave Tippett | - Jonathan Toews - Chris VandeVelde - Dixon Ward - Matt Watkins - Jasper Weatherby - Travis Zajac Ingenjörer - Harry Nyquist Militärer - David C. Jones Piloter - Carl Eielson Polarforskare - Vilhjálmur Stefánsson Politiker - Fred G. Aandahl - Mark Andrews - Dick Armey - John E. Davis - Byron Dorgan - Julie Fedorchak - Lynn Frazier - William Langer - John Moses - Ragnvald A. Nestos - Allen I. Olson - Earl Pomeroy - Ed Schafer - Drew Wrigley Rymdfarare - Karen L. Nyberg Skribenter - Eustace Mullins |